# Свети Атанасий (Въдрища)
Вижте пояснителната страница за други значения на Свети Атанасий.
„Свети Атанасий“ или „Свети Атанас“ (на гръцки: Άγιος Αθανάσιος) е възрожденска православна църква в ениджевардарското село Въдрища (Палеос Милотопос), Гърция, част от Воденската, Пелска и Мъгленска епархия.

## Местоположение
Църквата е гробищен храм и е разположена в северния край на Въдрища.

## История
Църквата е строена около 1800 година вероятно като манастирски католикон. Изгаряна е в 1842 и 1933 година. В нея е открито евангелие от 1659 година, което се намира в Националния исторически музей в София.